# 요제프 시게티

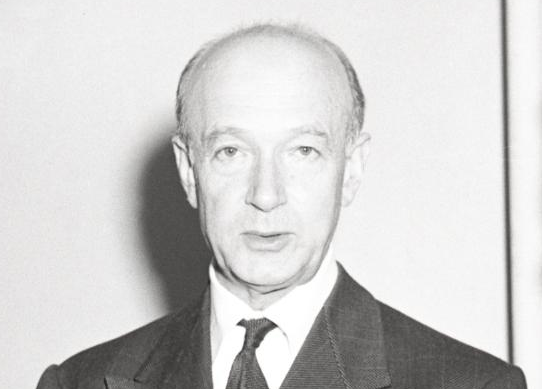
요제프 시게티

요제프 시게티(Joseph Szigeti, 헝가리어: Szigeti József, IPA: [ˈjoːʒɛf ˈsiɡɛti], 1892년 9월 5일 ~ 1973년 2월 19일)은 헝가리 출신의 바이올리니스트이다.
부다페스트에서 태어나 부다페스트의 음악원에서 후바이에게 배웠다. 역사상 최고의 바이올리니스트들 중 한명으로, 이전의 유명 작곡가 중심의 연주 양식에 정면으로 반대하고, 작품에 대한 충실성을 주장하여 스스로 그 모범이 되어 현대 바이올린계에 크나큰 영향을 주었다. 또 바흐의 무반주 바이올린을 위한 소나타와 파르티타를 연주회의 곡목에 정착시켰으며, 바르톡이나 프로코피예프 등 신인 작곡가들의 작품을 적극적으로 채택하여 레퍼토리를 크게 넓혔다. 본래 기교파 타입의 바이올리니스트는 아니고 음색도 평범하다는 평가를 받지만 구도적인 근엄함을 지니고 악곡의 내면으로 깊이 파고드는 진지한 태도는 나이를 먹으면서 더하여 일반적으로 기교가 떨어지는 만년의 연주에도 남이 따를 수 없는 진실한 아름다움이 표현되어 있다고 여겨진다. 1905년에 베를린에서 데뷔한 이후 영국, 스위스, 미국 등지에서 살았으며 1951년에는 미국 시민권을 얻었다.